# 史蒂夫·林根费尔特
史蒂文·罗德尼·林根费尔特（英語：Steven Rodney Lingenfelter，1958年6月10日—），美国NBA联盟前职业篮球运动员。他在1981年的NBA选秀中第2轮第44顺位被华盛顿子弹选中。